# Біфрост (Ісландія)
Біфрост (ісл. Bifröst) — невелике село, що розташоване у західній частині Ісландії. Місцевість оточена 3000-річним полем лави. Також біля села знаходиться Університет Біфросту.